# Pfeilerhaus

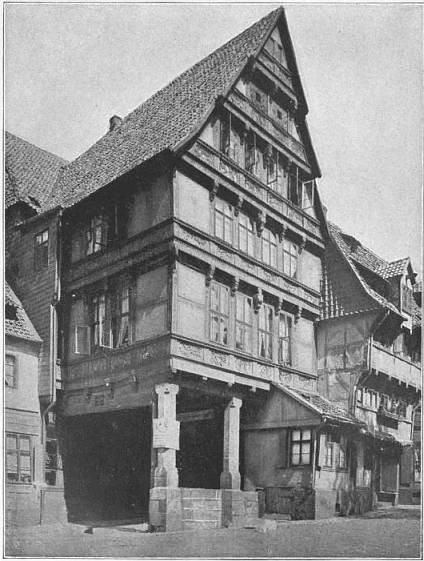
Pfeilerhaus (1911)

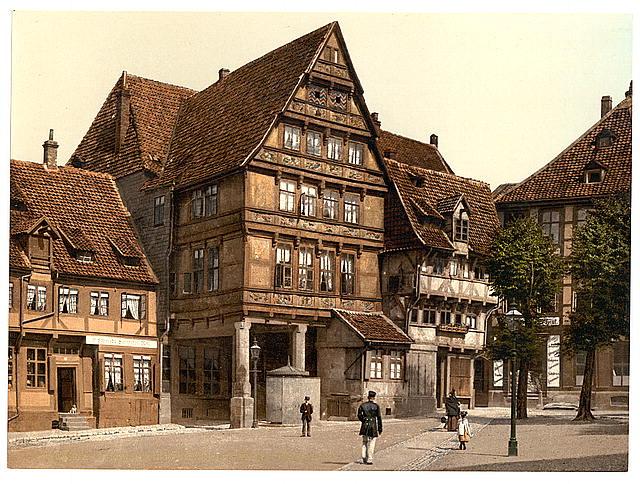
Pfeilerhaus und „Umgestülpter Zuckerhut“ zwischen 1890 und 1900

Das Pfeilerhaus war ein 1623 erbautes Fachwerkhaus in Hildesheim, das 1945 zerstört wurde. Der 1953–54 entstandene Nachfolgebau lehnt sich in der Form grob an seinen Vorgänger an und übernahm den Namen. Die heutige Adresse ist Andreasplatz 20.

## Geschichte
Das Pfeilerhaus wurde mit allen anderen Fachwerkhäusern rund um den Andreasplatz bei der Bombardierung Hildesheims am 22. März 1945 zerstört. Gemeinsam mit dem in unmittelbarer Nähe gelegenen Fachwerkhaus Umgestülpter Zuckerhut gehörte es zu den Sehenswürdigkeiten der Stadt und war ein beliebtes Postkartenmotiv. Seinen Namen erhielt es durch die markanten Pfeiler, mit denen das Gebäude im vorderen Teil aufgeständert war und einen ebenerdigen Durchgang bildeten. An der rechten Fassadenecke befand sich ein kleiner Fachwerkanbau für ein Ladengeschäft. Die Platzfassade des Pfeilerhauses war reich mit Ornamenten und Figurenschmuck verziert.

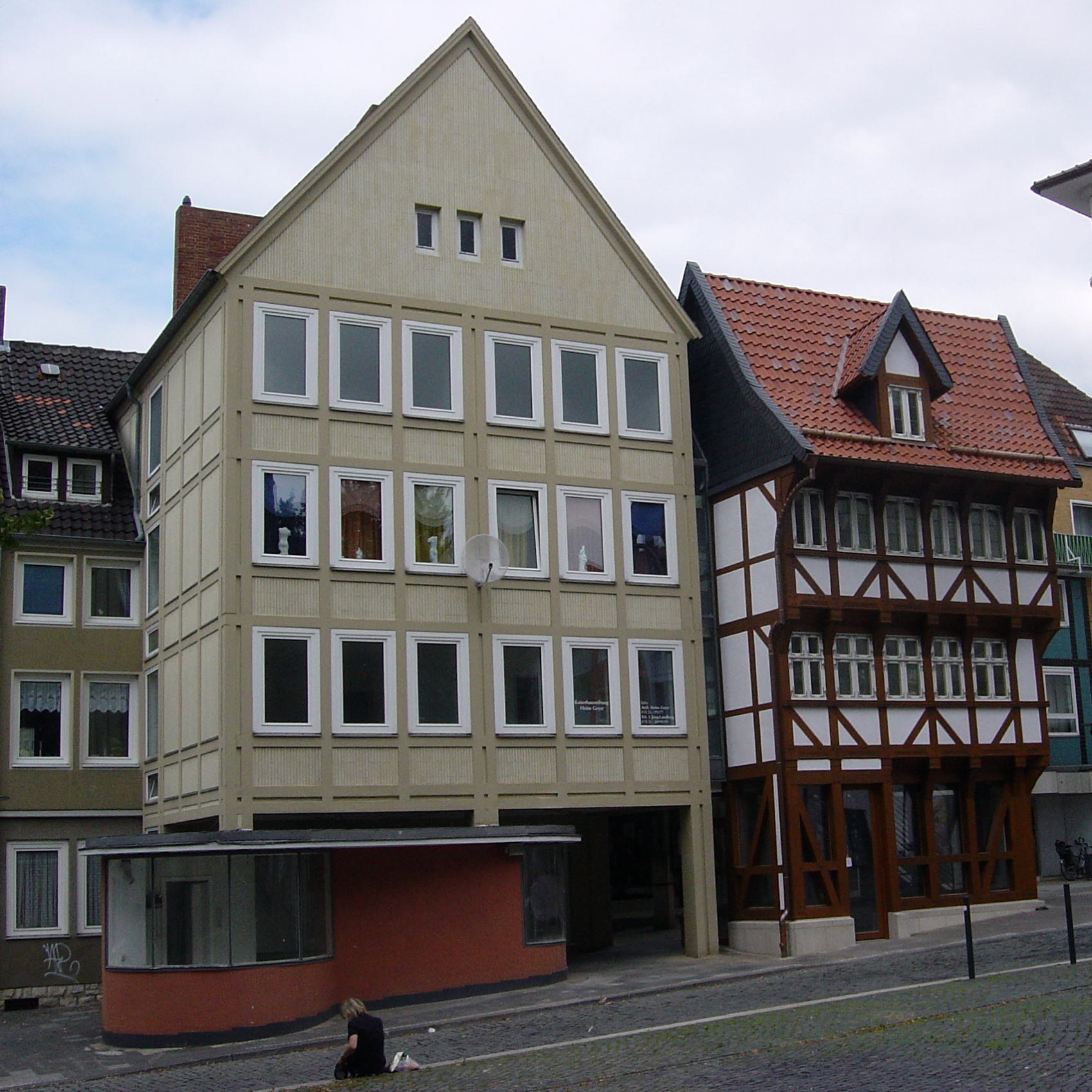
Pfeilerhaus mit Pavillon, rechts der rekonstruierte „Umgestülpte Zuckerhut“ (Aufnahme 2010)

Beim Wiederaufbau Hildesheims und des völlig zerstörten Gebietes bis zur Kardinal-Bertram-Straße wurde Anfang der 1950er Jahre durch die Gemeinnützige Baugesellschaft (gbg) unter Leitung des Hildesheimer Architekten August Albert Steinborn das neue Andreas-Platz-Viertel als eine Wohnanlage errichtet, welche die historische, kleinteilige stadträumliche Gliederung nachempfindet und den Andreasplatz in seinen alten Ausmaßen wiederherstellte, ohne eine historisierende Gestaltung zu verfolgen. An die Stelle des zerstörten Pfeilerhauses setzte Steinborn 1953–54 ein modernes Gebäude mit sichtbarem Beton-Fachwerk, das in Form und Volumen dem bedeutenden Vorgänger entspricht und auch den ebenerdigen Durchgang wieder aufgreift. Der kleine Vorbau des zerstörten Gebäudes wurde durch einen Pavillon im Stil der 1950er Jahre für ein Schmuckgeschäft ersetzt. Das wiederaufgebaute Pfeilerhaus mit Pavillon steht als Teil des neuen Andreas-Platz-Viertels und Teil der prägenden Platzrandbebauung des Andreasplatzes seit 1992 unter Denkmalschutz.
Im Rahmen der Diskussion um den Wiederaufbau des Umgestülpten Zuckerhutes bis 2009 wurde der Abriss dieses Pavillons diskutiert und gefordert, dem modernen Gebäude eine rekonstruierte Fachwerkfassade des Pfeilerhauses vorzusetzen. Langfristig sollten nach diesen Vorstellungen wie beim Hildesheimer Marktplatz weite Teile der Andreasplatzbebauung in eine Rekonstruktion miteinbezogen werden. Die Stadt entschied sich jedoch bereits 2007 aus denkmalpflegerischen Gründen gegen eine historisierende Umgestaltung oder Rekonstruktion des Pfeilerhauses.
Beim Wiederaufbau des Umgestülpten Zuckerhutes durch die Kaiserhausstiftung wurde das Pfeilerhaus von der Stiftung erworben und in die Planungen mit einbezogen. Der Pavillon wurde in seiner 1950er-Jahrefassung restauriert und wird heute als Teil des Cafés des Umgestülpten Zuckerhutes genutzt.